# 世田谷区立赤堤小学校
世田谷区立赤堤小学校（せたがやくりつあかづつみしょうがっこう）は、東京都世田谷区赤堤一丁目にある公立小学校。

## 沿革
- 1953年（昭和28年）
  - 3月 - 設立。
  - 4月6日 - 世田谷小学校から、5年生以下123人が転入[2]。
- 2002年（平成14年）11月16日 - 創立50周年記念式典挙行。
- 2008年（平成20年）2月 - 新校舎竣工[3]。
- 2022年（令和4年）11月12日 - 創立70周年記念式典挙行[4]。

## 通学区域
出典
- 赤堤1丁目（全域）
- 赤堤2丁目（全域）
- 赤堤3丁目（1～34番、36番、37番）
- 宮坂2丁目（24～26番）
- 宮坂3丁目（1～9番、34番、35番、38番）

## 最寄り駅
- 小田急電鉄小田原線
  - 経堂駅 徒歩7分
- 東急電鉄世田谷線
  - 松原駅 徒歩15分

## 著名な卒業生
- 坪内祐三 - 評論家、エッセイスト
- 岸本佐知子 - 翻訳家
- 吉田篤弘 - 作家
- 落合福嗣 - タレント、コラムニスト。落合博満と落合信子の長男
- 鴻巣友季子 - 翻訳家